# ادوارد پوتسپ

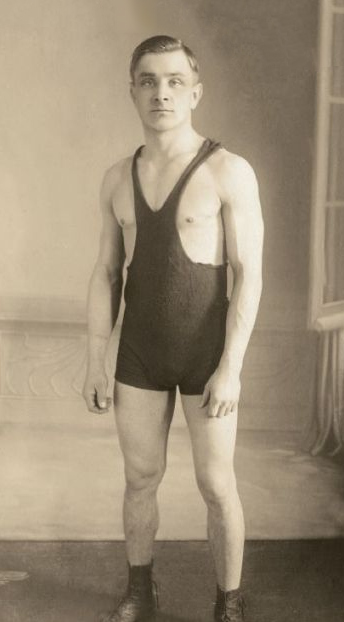
ادوارد پوتسپ در المپیک تابستانی ۱۹۲۴

ادوارد پوتسپ (انگلیسی: Eduard Pütsep؛ ۲۱ اکتبر ۱۸۹۸ – ۲۲ اوت ۱۹۶۰) یک کشتی‌گیر اهل استونی بود.
از بهترین افتخارات وی میتوان به کسب مدال طلا وزن ۵۸- کیلوگرم کشتی فرنگی بازی‌های المپیک تابستانی ۱۹۲۴ اشاره کرد.